# Kaiserin-Theophanu-Schule
Die Kaiserin-Theophanu-Schule (auch „KTS“ genannt) ist ein Städtisches Gymnasium in Köln-Kalk. Sie besteht aus einer Sekundarstufe I und II, besitzt einen Förderverein und ist eine Ganztagsschule.

## Geschichte

### Vorgeschichte
1898 wurde in Köln-Kalk das „Liebfrauen-Oberlyzeum (reformgymnasiale Richtung) der Schwestern vom armen Kinde Jesu“ eröffnet. Die katholische Schule wurde in der Zeit des Nationalsozialismus zum 30. März 1938 vom Staat geschlossen.
In der Kantstraße befand sich das Oberrealgymnasium für Jungen, das 1938 aufgelöst wurde. In dessen Gebäude wurde zum 1. April 1938 die „Städtische Oberschule für Mädchen“ (neusprachliche Form) eingerichtet. Die Schule nahm eine Eingangsklasse auf, aus der Liebfrauenschule wurden die sechs Klassen Jahrgang 2 bis  Jahrgang 7 übernommen. Die Schule hatte damit 212 Schülerinnen, Schulleiter wurde Edmund Hahn.
1939 wurden die Schülerinnen der Anschlussklasse einen Monat nach Beginn des Zweiten Weltkriegs zum 1. Oktober 1939 zum Reichsarbeitsdienst einberufen.
Die Räume der Schule wurden 1943 durch die Firma Klöckner-Humboldt belegt. Nur der Oberstufenunterricht der naturwissenschaftlichen Fächer blieb in den Fachräumen, der übrige Unterricht fand in den Räumen des Jungengymnasiums in Deutz statt.
Wegen der Kriegsverhältnisse wurden im Oktober 1944 alle Kölner Schulen geschlossen. Schülerinnen der Oberstufe wurden zum Kriegseinsatz einberufen, Lehrkräfte zu verschiedenen Diensten, zum Beispiel in die „Heereswaschküche“ in Köln-Brück abkommandiert.
Nach Kriegsende wurde der Unterricht im November 1945 als Studienanstalt Köln-Kalk wieder aufgenommen und vorläufig in einem Gebäude des früheren Flughafens Köln-Merheim untergebracht. Das Lyzeum hatte sechs Klassen (5–10), Schulleiter war Otto Freund.
Zu Ostern 1948 kehrten zehn Klassen in das Gebäude in der Kantstraße zurück. 1949 legten Schülerinnen zum ersten Mal das Abitur nach neunjährigem Besuch des Gymnasiums ab.
Eine „Grundständige Frauenoberschule“ (UIII-OI) erhielt die Schule zum Schuljahresbeginn Ostern 1950.
Wegen der immer größeren Raumnot wurden 1954/1955 Räume in schulfremden Gebäuden (katholisches Jugendheim, Gasthaus Böhmer, Gasthaus Kärnten) angemietet.

### Die Kaiserin-Theophanu-Schule

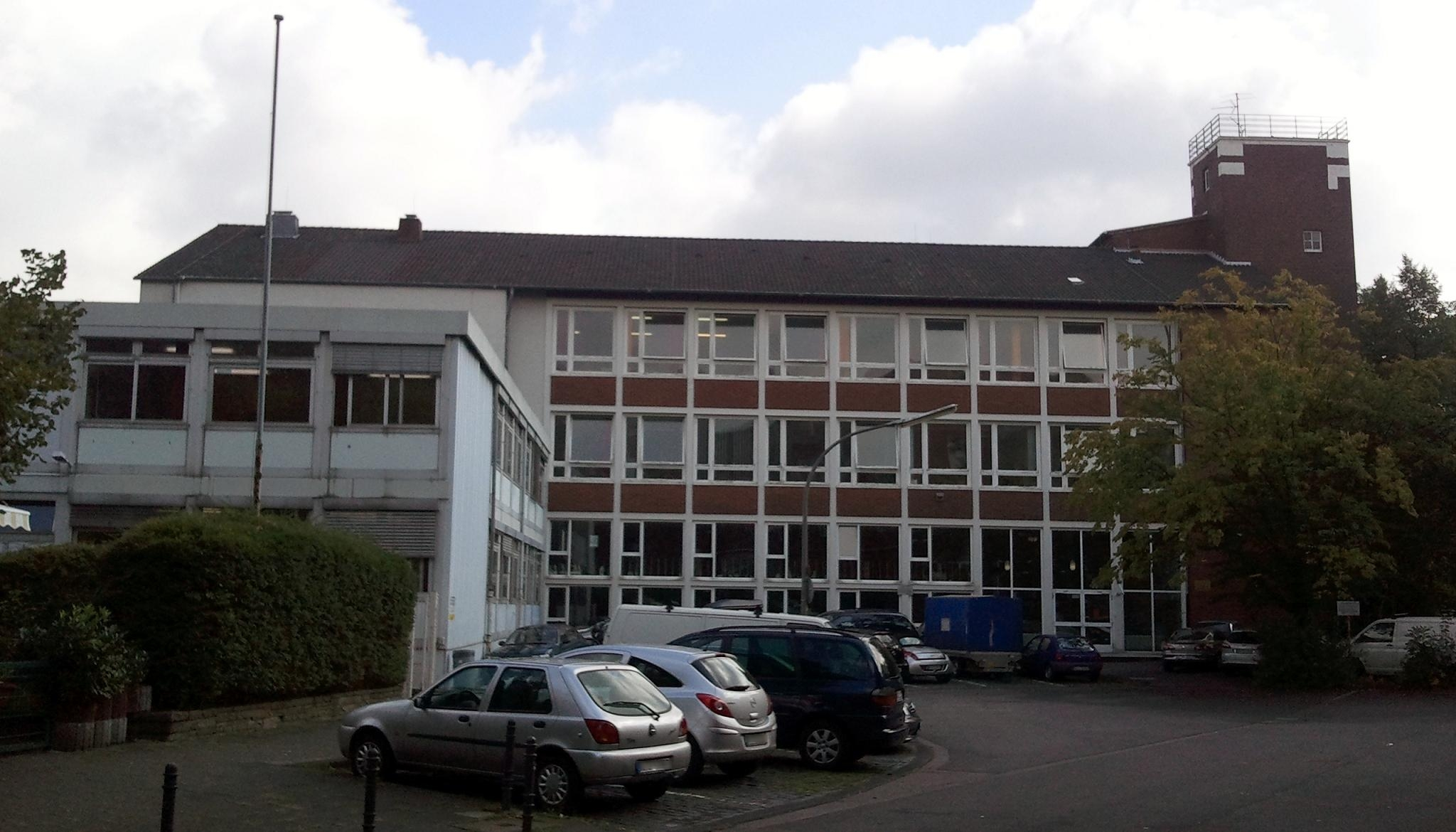
Die KTS 2006

Am 2. Juli 1957 benannte sich die Schule in „Kaiserin-Theophanu-Schule“ um, nach Theophanu, die eine der einflussreichsten Herrscherinnen des Mittelalters war und ihren Witwensitz in Köln nahm. Im selben Jahr wurde der Erweiterungstrakt, der sogenannte B-Trakt, bezogen. Von 1959 bis 1963 baute die Schule den A-Trakt um und errichtete eine neue Turnhalle. 1966 wurde die Frauenoberschule zu einem „Gymnasium für Frauenbildung zur Erlangung einer fachgebundenen Hochschulreife“. Durch die Oberstufenreform 1972/73 war die Schule eine unter 65 Schulen in Nordrhein-Westfalen, deren Schüler ihre Unterrichtsfächer individuell aussuchen konnten.
Nach langen kontroversen Diskussionen wurde im Schuljahr 1973/74 die Koedukation eingeführt, was eine Öffnung der Schule für Jungen bedeutete. Von 1974 bis 1975 wurden der Pavillon und die Container, der sogenannte C-Trakt aufgestellt. 1978/79 war die Schule eine der ersten, die einen unterrichtsfreien Samstag einführte. 1961 wurde die Tradition der Wandmalereien der Abitur-Jahrgänge begonnen, 1982 wurde der Informatik-Unterricht eingeführt mit acht Apple-II-Computern. Eine weitere Tradition ist die Projektwoche, die immer kurz vor den Sommerferien seit 1983 stattfindet.

### Schulleiter
Quellen: 
| Schulleiter       | Amtszeit                |
| ----------------- | ----------------------- |
| Edmund Hahn       | 01.04.1938–1941         |
| Josef Meyer       | 1941– 03.03.1945 1 2    |
| Otto Freund       | 11/1945–31.03.1952      |
| Rose Olbrich      | 01.04.1952–31.12.1955   |
| Franziska Hermann | 01.01.1956–16.01.1968 3 |
| Heinz Lemmer      | 17.01.1968–17.11.1968   |
| Maria Vordieck    | 18.11.1968–31.07.1987   |
| Winand Breuer     | 10.09.1987–03.07.2001   |
| Monika Lindberg   | 04.07.2001–28.01.2016   |
| Oliver Schmitz    | 29.01.2016– 24.06.2022  |

## Der Ausbau der KTS

Entwurf des Erweiterungsbaus mit der Dreifachsporthalle (2017)

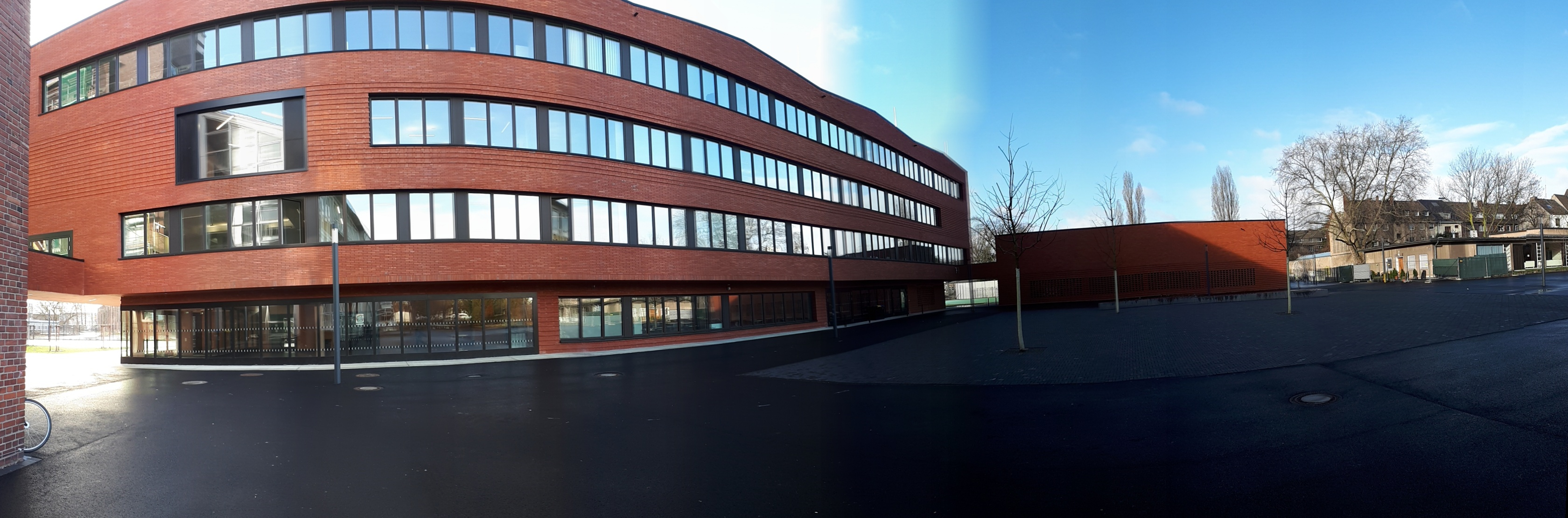
Panoramabild des Erweiterungsbaus und der angrenzenden Sporthalle (2022)

1998 beschloss die Stadt Köln den Ausbau der KTS im Rahmen des Projektes „Kalk-Süd“. 2009 wurde der Bau einer Dreifachsporthalle und eines Erweiterungstraktes beschlossen. Aus dem Architekturwettbewerb ging der Entwurf des Architekten Zander als Gewinner hervor. Nach dem Auszug des Autonomen Zentrums Köln aus der ehemaligen KHD-Kantine wurde diese abgerissen, um den Ausbau zu ermöglichen. Die Erweiterung sollte eigentlich bis zum Schuljahr 2018/19 abgeschlossen sein, jedoch verzögerte sich die Fertigstellung um einige Jahre, sodass der Anbau erst im Herbst  2020 eröffnete. Der Verbleib des alten Hauptgebäudes ist ungewiss; es wird über eine Renovierung oder einen Abriss dessen nachgedacht. Der an das Hauptgebäude angrenzende C-Trakt wurde 2020 abgerissen, im gleichen Jahre musste die alte Turnhalle dem neuen Parkplatz weichen.

## Schulprofil
Das Gymnasium versteht sich, aufgrund des hohen Anteils an Schülern mit Migrationshintergrund, als weltoffene, tolerante Schule und ist seit 2019 Mitglied im Netzwerk Schule ohne Rassismus – Schule mit Courage.  Sie  zeichnet sich auch  durch Vielfalt im Rahmen des erweiterten Fremdsprachenangebots aus. Zu den üblichen Fremdsprachen, Englisch, Latein und Französisch kommen Spanisch und Japanisch hinzu.
Dass an der Schule Japanisch als Fremdsprache gelernt werden kann und der Umstand, dass in den Räumen des Gymnasiums der Japanische Schule Köln e. V. seinen Unterricht abhält, führte dazu, dass nach dem Erdbeben 2011 und der damit einhergehenden Nuklearkatastrophe von Fukushima japanische Schüler an der KTS aufgenommen wurden.
In jedem Schuljahr führt die Schule die Projektwoche durch, die im Zeichen der Vielfalt der Schule steht und veranstaltet in Kooperation mit der Lichtbrücke jährlich einen Sponsorenlauf zur Unterstützung der armen Bevölkerung in Bangladesch.
Für die Sekundarstufe I bietet die Schule Ganztagsplätze an. Die Schüler sind von acht bis 15 Uhr in der Schule. Neben dem Unterricht bleibt dadurch Zeit für gemeinsame Aktivitäten; so bereiten sich die Kinder ihr Mittagessen zu, spielen zusammen und fertigen unter Aufsicht ihre Hausaufgaben an.
Die Schule nimmt jedes Jahr am Wettbewerb Jugend debattiert teil, am DLR-School-Lab der DLR und bei den KVB-Fahrzeugbegleitern.
Der Stadtteil Kalk ist ein klassisches Arbeiterviertel. Laut eines Berichtes in Zeit Online herrsche dort ein großes soziales Gefälle, wobei den Ärmeren unter den Schülern ein besonderer Ehrgeiz attestiert werde. Aus diesem Grund nimmt die KTS seit dem 27. Mai 2014 am Projekt Studienkompass der Stiftung der Deutschen Wirtschaft teil. Das Projekt soll Kinder aus nichtakademischen Haushalten fördern. Kooperationspartner ist RTL West. Den Schülern soll Gelegenheit gegeben werden, sich Einblicke in die Welt der Medien zu verschaffen und die Aufgabenvielfalt des Fernsehens kennenzulernen.
Für das Schuljahr 2023/2024 ist die Schule als Bündelungsgymnasium ausgewiesen.

## Personen
- Berivan Aymaz, Politikerin, Abgeordnete des Landtags Nordrhein-Westfalen (Bündnis 90/Die Grünen), Abitur 1990